# Logenvereinigung
Eine Logenvereinigung grenzt sich gegenüber der Öffentlichkeit ab. Die Mitglieder werden in der Regel erst nach einer Phase gegenseitiger Prüfung aufgenommen. Sie haben über bestimmte Interna nach außen hin Stillschweigen zu bewahren.
Die Loge ist meist eine lokale Gemeinschaft, häufig in der Form eines Vereins. Übergeordnete Einheiten, etwa Dachverbände, werden oft Großlogen genannt.
Je nach Entstehungsgeschichte und Philosophie der Logenvereinigung reicht das Spektrum des Gedankenguts von aufklärerisch-humanistischen Idealen bis zu esoterischen und quasi-religiösen Geheimlehren.